# Dillenia ingens
Dillenia ingens är en tvåhjärtbladig växtart som beskrevs av Brian Laurence Burtt. Dillenia ingens ingår i släktet Dillenia och familjen Dilleniaceae. Inga underarter finns listade i Catalogue of Life.